# 가소제
가소제(可塑劑, plasticizer, plasticiser)는 물질의 점성을 줄이고 소성을 증가시키는 첨가제이다. 물질의 물리적 속성을 변화시키기 위해 추가되는 물질들이다. 이것들은 휘발성이 낮은 액체이거나 고체이다. 고분자 사슬 간 인력을 감소시켜 유연성을 높인다. 지난 60년이 넘는 시간 동안 점성 평가를 위해 30,000개 이상의 각기 다른 물질들이 평가되었다. 이 가운데 아주 극소량인 대략 50개가 오늘날 상용화되었다. 이를 적용한 저명한 사례로는 플라스틱의 경우 특히 폴리염화 비닐(PVC)이다. 콘크리트, 점토, 또 그와 관련된 제품들을 포함한 가소제들과 섞어서 다른 물질들의 속성을 수정할 수도 있다. 2014년 데이터에 따르면 가소제의 전 세계 시장은 8,400,000톤으로, 이 중 유럽의 경우 1,300,000톤을 차지한다.